# یواس‌اس موکاسین (اس‌اس-۵)
یواس‌اس موکاسین (اس‌اس-۵) (به انگلیسی: USS Moccasin (SS-5)) یک زیردریایی بود که طول آن ۶۴ فوت (۲۰ متر) بود. این زیردریایی در سال ۱۹۰۱ ساخته شد.